# Antônio Francisco de Andrade Couto
Major Antônio Francisco de Andrade Couto (Campinas, 1 de dezembro de 1847 - Campinas, 1 de maio de 1906) foi um comerciante, fazendeiro e político campineiro.
Foram seus pais o Comendador José Soares do Couto, natural do Porto, Portugal, falecido em 1865 no Rio de Janeiro, vítima de febre amarela; e de Ana Jacinta de Andrade Couto, natural de Mogi Mirim, falecida em 1897 em Campinas, sobrinha do Barão do Descalvado.
Em sua terra natal foi o Major Andrade Couto atuante cidadão. Exerceu o cargo de vereador na Câmara Municipal de Campinas de 1881 a 1884 (46ª legislatura) e integrou, logo após a Proclamação da República, o primeiro Conselho de Intendentes, cuja posse se deu em 25 de janeiro de 1890, uma vez tendo sido dissolvida a câmara anterior; foi também juiz municipal, tomando parte em diversas ações de liberdade de escravos do Tribunal de Campinas.
Capitão e major reformado da Guarda Nacional, foi ainda um dos fundores da Sociedade Luís de Camões e irmão remido da Santa Casa de Misericórdia de Campinas.
Possuía na cidade, juntamente com sua genitora, a importante casa comercial Viúva Couto & filho, mais tarde denominada A. Couto & Comp., do ramo de ferragens e construção. Era proprietário das fazendas de café Paraíso, em Campinas (com produção de 4.000 arrobas em 1900), Brumado, em Amparo, e Santa Francisca do Camanducaia, em Jaguariúna, as três em sociedade com seu consogro Avelino Antero de Oliveira Valente, ao lado de quem fundara a próspera firma Avelino & Couto.
Casou-se em 7 de maio de 1870 com Maria Umbelina Alves Couto, fundadora do Liceu Salesiano Nossa Senhora Auxiliadora, tendo coadjuvado sua esposa na concretização daquela importante obra de caridade. Deixou descendência.